# 200 Cigarettes
200 Cigarettes is een Amerikaanse komedie-dramafilm uit 1999 onder regie van Risa Bramon Garcia. De film heeft een ensemble cast en gaat over enkele twintigjarigen en hun belevingen vlak voordat nieuwjaar 1982 wordt ingeluid.

## Verhaal
De film speelt zich af in Manhattan tijdens de jaarwisseling aan het eind van 1981. Monica organiseert een groots nieuwjaarsfeest in haar loft, maar vreest dat er niemand zal komen opdagen. Haar angst lijkt waarheid te worden als in de late uren enkel vriendin Hillary aanwezig is. Monica doet haar uiterste best om Hillary to overtuigen om te blijven, maar ook zij gaat uiteindelijk weg, maar belooft later in de nacht terug te komen.
Vervolgens worden enkele personages gevolgd op hun weg naar Monica's feestje en de incidenten waar ze alvorens mee te maken krijgen. Bijna allen krijgen te maken met taxichauffeur 'Disco Cabbie'. Een van hen is Monica's jonge nicht Val uit een New Yorkse buitenwijk die niet bekend is met de weg in de grote stad, en dier vriendin Stephie. Als gevolg van een foutieve route eindigen ze in het gevaarlijke deel van Manhattan, tot grote ergernis van Stephie. Het tweetal raakt constant in onenigheid over de geplande eindbestemming. Ze raken beland in een punkbar, waar ze punkers Tom en Dave ontmoeten. Hoewel Stephie het tweetal niet vertrouwt, gooit Val haar remmen los met hen.
De naïeve en onhandige Cindy besluit nieuwjaarsavond door te brengen met Jack, aan wie ze onlangs haar maagdelijkheid heeft verloren. Jack maakt zich zorgen om de date als hij een meisje spot dat hij onlangs heeft laten vallen. Cindy is enthousiast over haar date en stemt in alles toe, tot grote ergernis van Jack. Jack voelt zich steeds meer verstikt in de date en geeft uiteindelijk toe dat hij niet op zoek is naar een serieuze relatie. Cindy verzekert hem dat ze daar ook niet naar op zoek was en dumpt hem. Ze belandt uiteindelijk op Monica's feestje, waar ze zoent met Tom.
Kevin is enkele uren geleden gedumpt door zijn vriendin Ellie en zoekt troost bij zijn goede vriendin Lucy. Zij biedt op een gegeven moment aan om seks met hem te hebben, zodat hij zich wellicht beter voelt. Terwijl ze in een wc-hokje in een club op het punt staan om seks met elkaar te hebben, worden ze op heterdaad betrapt door Ellie. Lucy voelt zich aan het einde van de avond teleurgesteld, omdat ze denkt dat ze niets voor Kevin betekent. In een confrontatie onthult ze dat ze al tijdenlang verliefd op hem is en dat ze een goed koppel zouden kunnen vormen als hij haar een kans geeft. Op Monica's feest kondigen ze aan dat ze een relatie met elkaar hebben.
Bridget en Caitlyn zijn twee competitieve vriendinnen die al de hele avond af proberen te komen van Bridgets vriendje Eric en heil vinden bij een barman. Eric vindt al vroeg op de avond zijn weg naar Monica's feest. Monica is in het verleden uitgegaan met Eric en reageert haar woede over haar feest op hem af door hem te zeggen dat hij slecht presteerde in bed. Eric deelt die nacht het bed met Hillary, die dezelfde conclusie trekt als Monica. Monica raakt te dronken en valt in slaap voordat ze haar feest een succes kan zien worden. De volgende morgen hoort ze dat zelfs Elvis Costello is langs geweest.

## Rolverdeling
in alfabetische volgorde
| Acteur              | Personage    |
| ------------------- | ------------ |
| Ben Affleck         | Barman       |
| Casey Affleck       | Tom          |
| Dave Chappelle      | Disco Cabbie |
| Elvis Costello      | Zichzelf     |
| Guillermo Díaz      | Dave         |
| Angela Featherstone | Caitlyn      |
| Janeane Garofalo    | Ellie        |
| Gaby Hoffmann       | Stephie      |
| Kate Hudson         | Cindy        |
| Catherine Kellner   | Hillary      |
| Courtney Love       | Lucy         |
| Brian McCardie      | Eric         |
| Jay Mohr            | Jack         |
| Nicole Ari Parker   | Bridget      |
| Martha Plimpton     | Monica       |
| Christina Ricci     | Val          |
| Paul Rudd           | Kevin        |